# Alanga
Alanga je říčka v Litvě, v Žemaitsku, teče v Tauragėském kraji, v okrese Tauragė. Pramení v mokřadu Plynoji pelkė (jeho plocha je 357 ha, je to botanická přírodní rezervace – mimo jiné naleziště klikvy), 5,5 km na jih od městysu Didkiemis. Je to pravý přítok řeky Jūra, vtéká do ní u vsi Alanga 58,1 km od jejího ústí do Němenu. Délka říčky je 6,6 km. Protéká územím Pagramantiské ChKO (litevsky Pagramančio regioninis parkas), celá říčka protéká lesem jménem Tyrelis (jeho plocha je 7900 ha, národní přírodní památka). Teče zpočátku směrem východním, poté obloukem do směru jihovýchodního, dalším obloukem do směru východního, poté jižního, potom se ostřeji stáčí do směru východního a dále se klikatí až do prostoru mezi vesnicemi Alanga a Jociai, kde se vlévá do řeky Jūra. Říčku překlenují silnice místního významu Visbarai – Balskai // – Tauragė a na dolním toku silnice místního významu (Pagramantis) – Ringiai – Matiškiai – Jociai – // – Alanga – Tauragė.
Říčka nemá významné přítoky.